# Ramal ferroviario San Nicolás-Pergamino
El Ramal San Nicolás - Pergamino pertenece al Ferrocarril General Bartolomé Mitre, Argentina.

## Ubicación
Se encuentra en el norte de la Provincia de Buenos Aires. Desde su partida en la ciudad de San Nicolás de los Arroyos hasta Pergamino, corre a través de 76 km de vías, a las que en forma paralela construyeron la Ruta Nacional 188.

## Historia
Este ramal fue construido en los años 1880 por el FCP inaugurándose el 3 de febrero de 1884. Posteriormente, a raíz de la crisis de 1890 fue vendido a la empresa británica Ferrocarril Oeste, y luego al Ferrocarril Central Argentino. Tras las nacionalizaciones ferroviarias durante el gobierno del Gral Juan Domingo Perón, pasó a manos del Ferrocarril General Bartolomé Mitre recientemente creado.
Pocos años más tarde,  en diciembre de 1961, el gobierno democrático del Presidente Arturo Frondizi, implementando las medidas de racionalización recomendadas en el Plan Larkin (contratado por quien fuera entonces su Ministro de economía el Ing. Álvaro Alsogaray), clausura definitivamente, entre otros, el ramal Pergamino-San Nicolás.